# Arantxa Rus
Arantxa Rus (n. 13 de diciembre de 1990; Delft, Países Bajos) es una jugadora profesional de tenis neerlandesa.
El palmarés de Rus incluye un título WTA, dos Challenger WTA y 33 ITF en individuales; así como 4 WTA y 14 ITF en dobles. Su mejor clasificación WTA es la número 41, que alcanzó el 14 de agosto de 2023.
Rus disfrutó de una exitosa carrera júnior: se impuso en el Abierto de Australia en 2008 y alcanzó el primer puesto de la clasificación júnior de la ITF. Su carrera profesional ha visto victorias importantes ante Kim Clijsters en Roland Garros y Samantha Stosur en Wimbledon, de 2011 y 2012 respectivamente. También tuvo una aparición en los octavos de final de Roland Garros en 2012. Ganó su primer título WTA en individuales en el torneo de Hamburgo de 2023 a los 32 años de edad y se convirtió en la campeona primeriza de mayor edad en los últimos 40 años.
Rus ostenta el mayor número de títulos individuales en la historia del circuito ITF, con un total de 33. Además, a junio de 2025, es la jugadora activa con más victorias en partidos profesionales oficiales, con 712 triunfos en su carrera, lo que también la posiciona en el décimo lugar histórico en esta categoría. Rus ha disputado más de 1150 partidos, consolidándose como una de las tenistas más longevas y constantes del circuito profesional.

## Biografía y vida personal
Rus comenzó a jugar a los 5 años cuando su hermana la llevó a un club de tenis. Dedicó su triunfo en el torneo de Hamburgo de 2023 a su padre, quien había fallecido ese mismo año.

## Carrera júnior
Rus tuvo gran éxito en los torneos júnior; en la temporada de 2008 se campeonó en el Abierto de Australia, alcanzó las semifinales en Roland Garros y los cuartos de final de Wimbledon. Con ayuda de estos resultados conquistó el primer puesto del ranking júnior en julio de 2008 y lo mantuvo por veintiún semanas.

## Carrera profesional

### 2005–2007
Rus solo participó en un total de tres torneos profesionales en 2005 y 2006, todos torneos de su país natal del rango ITF $10 000. No obtuvo una clasificación WTA durante estas temporadas.
Jugó su primer cuadro principal de un torneo WTA en Hertogenbosch en 2007 al recibir una tarjeta de invitación y perdió su primera ronda en sets corridos ante Alona Bondarenko. Ganó sus dos primeros títulos profesionales en Países Bajos, con dos títulos ITF de $10 000 jugados sobre arcilla. Culminó el 2007 en el puesto 465 de la clasificación.

### 2008
Logró su primera victoria de un cuadro principal WTA en el torneo WTA 250 de Cantón, donde alcanzó los cuartos de final. Ganó dos títulos ITF de $25 000 en Bari y Opole, torneos que fueron jugados en arcilla y moqueta (techado), respectivamente. Su récord individual fue 3-4 en cuadros principales WTA y 27-10 en todos los niveles de competencia. Terminó el año como la clasificada 188 de la WTA.

### 2009

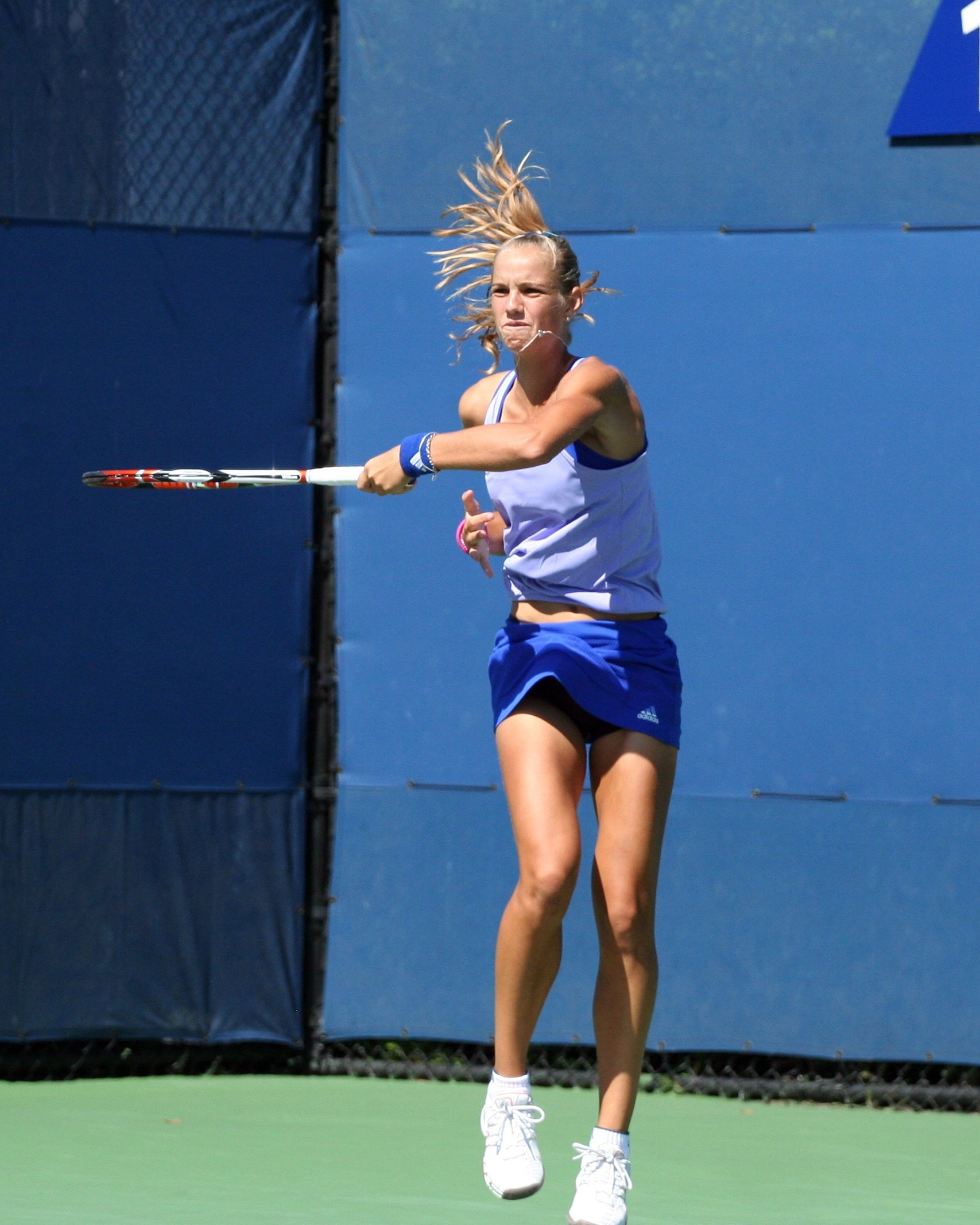
Rus jugando en el Abierto de Estados Unidos de 2009.

Comenzó su primer año completamente profesional perdiendo en la clasificación del torneo de Hobart y del Abierto de Australia, su primer torneo del Grand Slam.
Jugando en arcilla, pasó a través de las rondas de clasificación del torneo de Marbella y se impuso ante María Teresa Torró Flor en la primera ronda antes de perder en sets corridos ante Kaia Kanepi en la segunda. Siendo la número 142 mundial, ganó sus tres partidos clasificatorios para avanzar al cuadro principal de Roland Garros, su primer cuadro principal de un torneo del Grand Slam. Ganó su primer partido ante la wildcard francesa Olivia Sánchez y cayó en la segunda ronda ante Yaroslava Shvédova. Perdió en la primera ronda del Abierto de Estados Unidos ante Sara Errani. Ganó un título ITF de $50 000 en Nantes, jugado sobre superficie dura.
Su récord individual de 3-8 en cuadros principales WTA  y 38-26 en todos los niveles de competencia, de los cuales 20-6 fueron solo en fases clasificatorias. Su clasificación final de este año fue la número 107.

### 2010
No consiguió clasificar para los abiertos de Australia, Francia o Estados Unidos, pero sí jugó el cuadro principal de Wimbledon, donde perdió en primera ronda ante Chang Kai-chen en tres sets.
En Estoril, pasó la fase de clasificación para jugar el cuadro principal. En la primera ronda venció a Maria João Koehler, en la segunda a Kirsten Flipkens pero luego cayó ante Sorana Cirstea por 4-6, 1-6. Alcanzó la segunda ronda de Hertogenbosch antes de ser vencida por Dominika Cibulková.
No logró llegar a una final este año. Terminó el año con un récord de 4-9 en partidos WTA y 33–26 en general. Su puesto en la clasificación anual fue el número 138.

### 2011

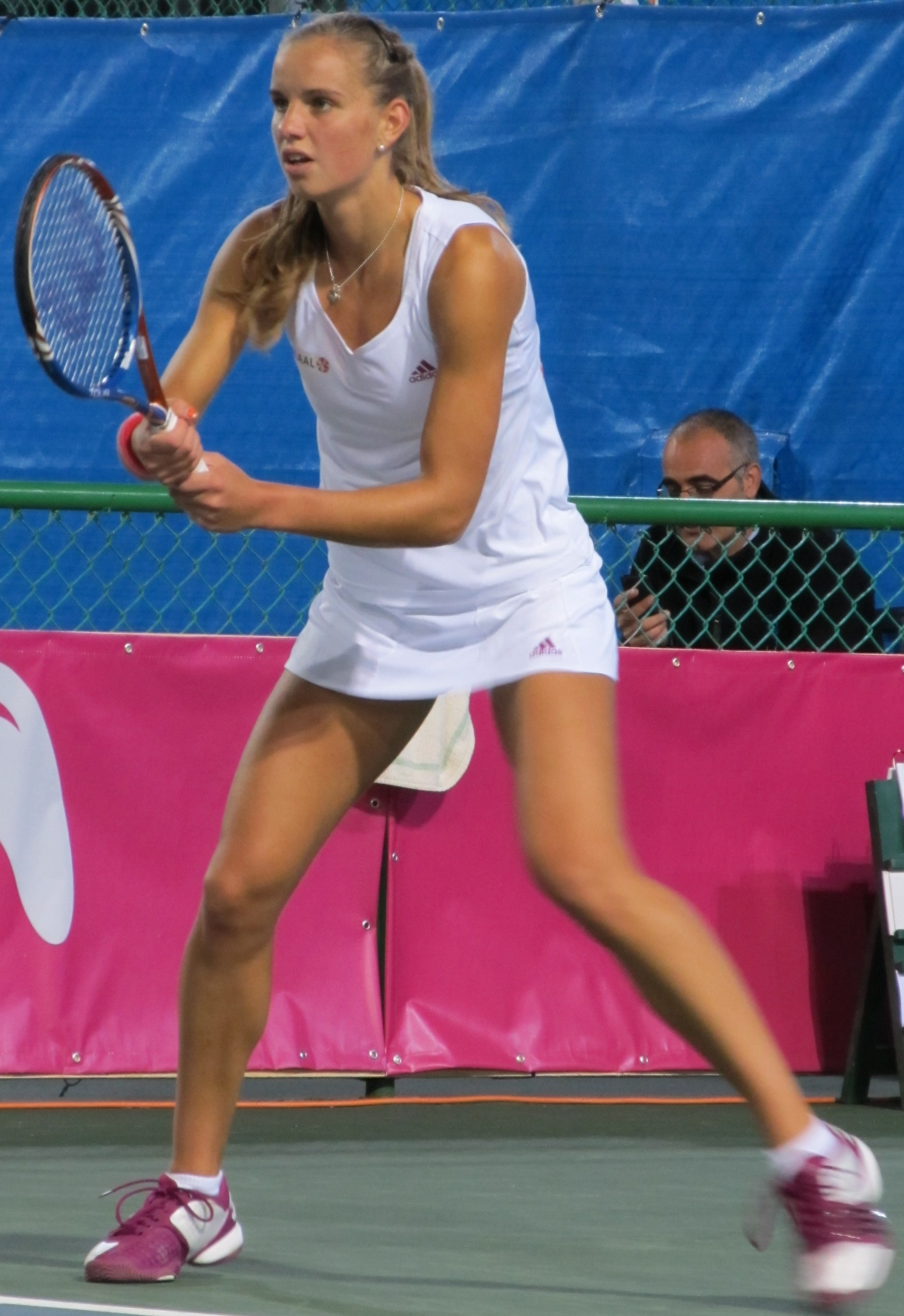
Rus durante su partido de dobles con Michaella Krajicek contra Suiza en las eliminatorias del Grupo I de la Zona Europa/África en Eilat, Israel.

Su primer torneo fue Brisbane donde jugó la clasificación. Derrotó a Isabella Holland y Olivia Rogowska, pero luego perdió la ronda final ante Anna Tatishvili en sets corridos. También perdió en la segunda ronda de la fase clasificatoria de Sídney ante Bojana Jovanovski en tres sets. Sin embargo, en el Abierto de Australia, Rus ganó sus tres rondas de clasificación para avanzar al cuadro principal por primera vez. Sus victorias fueron ante Julia Cohen, Isabella Holland y Kurumi Nara. En el cuadro principal derrotó a Bethanie Mattek-Sands en primera ronda por 6-1, 3-6, 7-5 y perdió en la segunda ronda ante la preclasificada número 23 Svetlana Kuznetsova por 1-6, 4-6.
Jugó la clasificación del Masters de Miami y avanzó al cuadro principal al vencer a Misaki Doi y Michelle Larcher de Brito. Allí cayó ante Lourdes Domínguez Lino en tres sets. También perdió en la primera ronda del Masters de Madrid ante María Sharápova por 6-2, 3-6, 2-6.
En Roland Garros superó en primera ronda a Marina Erakovic en tres sets. En la segunda doblegó a la tenista número dos de la clasificación WTA Kim Clijsters por 3-6, 7-5, 6-1 después de salvar dos puntos de partido. Esta fue la primera victoria de Rus ante una jugadora clasificada entre las primeras diez. En la tercera ronda perdió ante Maria Kirilenko por 1-6 y 1-6. Fue vencida en la segunda ronda de la fase clasificatoria de Wimbledon. En el Abierto de Estados Unidos venció a Elena Vesnina en primera ronda pero en la segunda cedió ante Caroline Wozniacki, la número uno de la clasificación, por 2-6 y 0-6. 
Jugó para el equipo de Holanda de la Copa Federación en el Grupo I de la Zona Europa/África. Ganó todos los partidos de individuales contra Hungría y Rumanía, ayudando a los Países Bajos con dos victorias. Pero perdieron en la promoción del play-off ante Suiza por 2–1, a pesar de la victoria de Rus contra Patty Schnyder.
No ganó ningún título en individuales esta temporada pero alcanzó tres finales ITF. En dobles, ganó el título del torneo $25 000 de Estocolmo con Anastasia Yakimova. Con un récord de 7-10 en el circuito WTA y 28-18 en general, terminó la temporada en el puesto 82 de la clasificación WTA en individuales. En dobles, terminó el año en la clasificación 246.

### 2012
Cayó en la primera ronda del Abierto de Australia ante Lesia Tsurenko en sets corridos. Se perdió los partidos de la Copa Federación debido a una infección dental. En Dubái derrotó a Barbora Záhlavová-Strýcová y Ons Jabeur en las primeras dos rondas de clasificación antes de perder ante Simona Halep en la ronda final. Pasó a competir en la primera ronda de Indian Wells pero perdió ante Elena Baltacha. Jugó un torneo ITF de $25 000 en Clearwater donde alcanzó los cuartos de final antes de ser vencida por Garbiñe Muguruza. Luego se dirigió a Miami, donde venció a Caroline García antes de perder ante Misaki Doi. Ganó su primer torneo individual en arcilla del año, el ITF de $50 000 de Osprey, donde venció en sets corridos a Sesil Karatáncheva en la final. Este fue su primera victoria individual desde el ITF de Nantes en 2009.
Rus ingresó al cuadro principal de Roland Garros directamente y alcanzó la segunda ronda después de que Jamie Hampton se retirara, con Rus a la cabeza. Luego venció en dos sets a Virginie Razzano, quien había logrado una sorprender a Serena Williams en la ronda anterior. Posteriormente alcanzó los octavos de final con una victoria en tres sets sobre la cabeza de serie número 25, Julia Görges. Esta fue su primera y, hasta ahora, única vez en los octavos de final de un torneo del Grand Slam. Perdió en la cuarta ronda ante la número 23 Kaia Kanepi en tres sets. Rus fue la primera holandesa en diecinueve años en alcanzar la cuarta ronda en París (la última fue Brenda Schultz-McCarthy en 1993). Gracias a esto, su clasificación WTA subió diecisiete puestos a la número 71.
Procedió a jugar su segundo Wimbledon donde derrotó a Misaki Doi en primera ronda y luego sorprendió a la quinta cabeza de serie, Samantha Stosur, en tres sets. Rus perdió en la tercera ronda ante Peng Shuai en sets corridos. Ha sido el mejor resultado de Wimbledon de su carrera. Posteriormente, alcanzó las semifinales del torneo ITF de Biarritz de $100 000, disputado sobre arcilla. Su última victoria a nivel WTA este año fue en la primera ronda de Dallas ante Romina Oprandi. Rus perdió la siguiente ronda ante Jelena Janković y procedió a perder en las primeras rondas del Abierto de Estados Unidos, Seúl, Linz y Luxemburgo.
Su mejor clasificación durante el año fue la número 61, alcanzada en agosto. Esta se mantuvo como la mejor clasificación de su carrera hasta once años después. Terminó el año en el puesto 68 de la clasificación, con 10-15 en partidos WTA y 21-18 en general.

### 2013

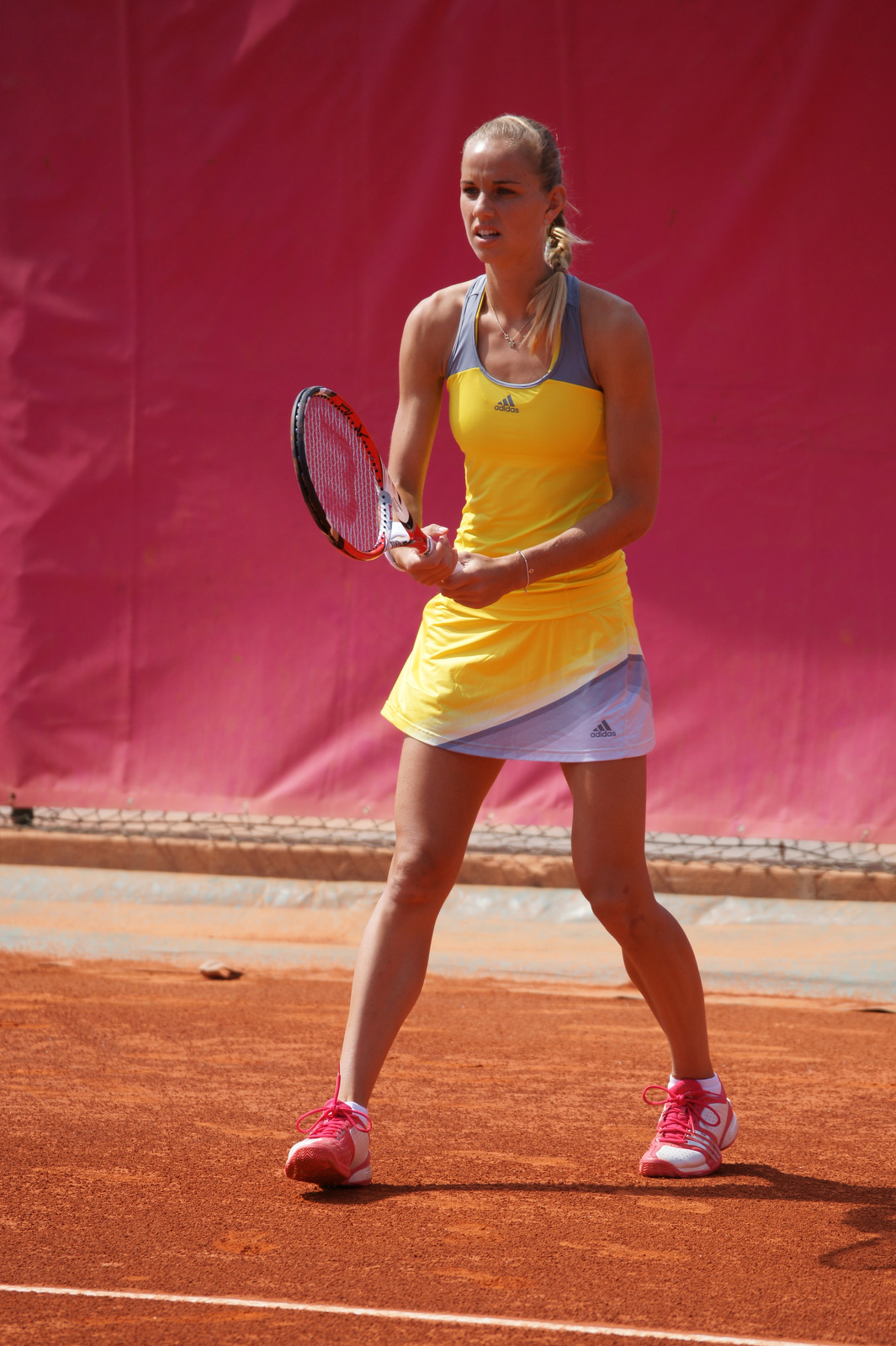
Arantxa Rus en el torneo ITF $100 000 de Cagnes-sur-Mer

Rus perdió en las primeras rondas de los cuadros principales de Auckland, Abierto de Australia, Bogotá, Indian Wells, Miami, Charleston, Marruecos, Bruselas, Roland Garros, Nurnberger, Bolduque y Wimbledon.
Su derrota en primera ronda ante Olga Puchkova en Wimbledon fue su derrota consecutiva número diecisiete en los cuadros principales del circuito WTA. Esta es la racha perdedora más larga en la historia del tenis femenino, empatando con la estadounidense Sandy Collins que hizo lo mismo entre 1984 y 1987. Terminó esta racha en Bad Gastein donde derrotó a María Teresa Torró Flor y Estrella Cabeza Candela en las dos primeras rondas. En cuartos de final perdió ante la austriaca Yvonne Meusburger, quien luego ganó el torneo en su tierra natal.
Para la segunda mitad de la temporada, Rus dejó de jugar torneos WTA y se enfocó en el circuito ITF. Su decisión demostró ser exitosa y se consagró con cuatro títulos individuales de $25 000, todos jugados en superficie de arcilla roja: en Fleurus, Alphen a/d Rijn, Vallduxo y Sant Cugat. También ganó dos títulos de dobles en Cagnes-sur-Mer y Taipei.
Participó en la Copa Federación, donde representó a Países Bajos en el cuadro de la Zona de Europa/África. Ganó sus partidos ante Anne Kremer de Luxemburgo y Andreja Klepac de Eslovenia, pero perdió ante Tsvetana Pironkova de Bulgaría. Países Bajos no logró promoverse a la repesca.
Su récord fue de 2-13 en partidos de la WTA/Grand Slam y de 34-23 en general. Su clasificación de fin de año fue la 160.

### 2014–2017
Entre 2014 y 2017, Rus vivió una etapa de altibajos en su carrera.
En 2014 no logró grandes resultados en torneos WTA ni Grand Slam, aunque alcanzó varias semifinales en torneos ITF. Representó a Países Bajos en la Copa Federación. Jugó dos partidos individuales para Holanda en la repesca del Grupo Mundial II; consiguió una victoria ante Kurumi Nara y una derrota ante Misaki Doi. Finalmente Holanda venció a Japón y logró avanzar con una puntuación de 3-2. Cerró el año en el puesto 230 de la clasificación individual.
En 2015 también brilló en la Copa Federación al lograr importantes victorias ante jugadoras del top 100: doblegó a Magdaléna Rybáriková y Anna Karolína Schmiedlová en las eliminatorias del Grupo Mundial II contra Eslovaquia y a Jarmila Gajdošová en la fase de repesca contra Australia. Estas victorias ayudaron a Holanda a ascender a Grupo Mundial por primera vez desde 1998. Fue nominada al «Premio Corazón» por su desempeño. A nivel individual, tuvo un año discreto, con un balance negativo y sin títulos, finalizando en el puesto 289, su clasificación individual más baja desde 2007.
La temporada 2016 marcó una recuperación. Rus disputó muchas fases clasificatorias, logró tres títulos ITF, alcanzó varias semifinales. Holanda participó en el Grupo Mundial de la Copa Federación. La primera ronda contra Rusia se jugó en Moscú y Holanda salió victoriosa con una puntuación de 3-1. El partido de dobles de Rus y Cindy Burger contra Daria Kasatkina y Ekaterina Makarova fue solo de exhibición. En las semifinales del Grupo Mundial, las primeras de Holanda desde 1997, su rival Francia salió victoriosa con un puntaje de 3-2. Rus, para ese momento la número 257 de la clasificación, perdió su decisivo partido contra la número 45 Caroline Garcia en sets corridos, 3-6, 4-6. Terminó el año con 39 victorias, su mayor cantidad hasta entonces, y subió más de 100 puestos en la clasificación individual, cerrando en el lugar 174. 
En 2017 continuó su ascenso. Volvió a jugar qualys de Grand Slam y sumó sus primeras victorias WTA desde 2013, incluyendo una destacada actuación en el torneo de 's-Hertogenbosch, donde alcanzó los cuartos de final después de vencer a la número 36 Tímea Babos en el camino. Ganó un título ITF en Middelburg con victorias ante Karolína Muchová en las semifinales y Valentini Grammatikopoulou en la final. Se consagró campeona de dobles en el WTA de Båstad junto a Quirine Lemoine, su primera corona WTA en cualquier modalidad. También llegó a la final del WTA 125 de Taipéi, la primera en su carrera a ese nivel. Compitió con Holanda en la Copa Federació 2017, formando pareja con Cindy Burger. Las dos veces que jugaron fue un partido muerto. Holanda perdió la primera ronda del Grupo Mundial ante Bielorrusia, pero venció a Eslovaquia en la repesca para permanecer en el Grupo Mundial en el 2018. Terminó el año en el puesto 160 en individuales con un balance positivo.

### 2018
Inició el año sin éxitos en las qualys de Auckland y el Abierto de Australia, pero alcanzó la final del ITF $75 000 de Andrézieux-Bouthéon. Representó a su país en la Copa Federación, cayendo ante Venus Williams en la serie ante Estados Unidos. Holanda descendió al Grupo Mundial II tras perder la repesca contra Australia.
En el WTA 250 de Acapulco, avanzó a segunda ronda antes de perder en un cerrado encuentro contra Sloane Stephens. Su mejor resultado en arcilla llegó en el WTA 250 de Estambul, donde derrotó a la top-30 Shuai Zhang y alcanzó los cuartos de final. En Roland Garros, accedió al cuadro principal como «perdedora afortunada» y aunque perdió en primera ronda, regresó al top 100, ubicándose en el puesto 100.
Sobre césped, ganó su primer partido en 's-Hertogenbosch, pero luego cayó ante Coco Vandeweghe. No tuvo buenos resultados en Ilkley, Eastbourne ni en Wimbledon, donde fue vencida por Serena Williams en primera ronda. Superó las rondas clasificatorias del Abierto de Estados Unidos, donde venció a Elena Rybakina, pero no superó la primera ronda. Fue finalista en el ITF $25 000 de Wirral.
En total, jugó el cuadro principal de nueve torneos WTA o Grand Slam —más que en los cuatro años anteriores juntos— y terminó la temporada con un récord general de 27-24 (6-10 en el circuito WTA/Grand Slam). Su clasificación final fue la número 109, su mejor ranking desde 2012.

### 2019: Resurgencia
Rus tuvo un rotundo éxito en el circuito ITF en 2019, ganando 10 torneos, el máximo número de torneos ganados en una sola temporada por un jugador (hombre o mujer) en la historia de la ITF. Todos los torneos fueron de  $25 000. El récord de Rus en torneos ITF en 2019 fue de 66-8. Volvió a las primeras cien tenistas de la clasificación WTA en septiembre.
Terminó la temporada 2019 con un récord de 71-16, ganando el 82% de sus partidos. Terminó el año en el puesto 93 de la clasificación WTA.

### 2020
Por primera vez desde 2012, Rus ganó un partido de cuadro principal de un torneo de Grand Slam, en el Abierto de Australia.

## Estilo de juego y entrenadores
Rus es zurda. Posee una gran resistencia que le permite tener un juego defensivo excepcional. Sus partidos pueden ser extensos. Su mejor tiro es el revés y su superficie favorita es la tierra batida. Ha sido entrenada previamente por Ralph Kok y Hugo Ekker. Su entrenador actual es el extenista español Julián Alonso.

## Títulos WTA (5; 1+4)

### Individual (1)
| Leyenda                                |
| -------------------------------------- |
| Grand Slam (0)                         |
| Juegos Olímpicos (0)                   |
| WTA Finals (0)                         |
| P. Mandatory & Premier 5, WTA 1000 (0) |
| Premier, WTA 500 (0)                   |
| International, WTA 250 (1)             |

| N.º | Fecha               | Torneo   | Superficie    | Oponentes en la final | Resultado   |
| --- | ------------------- | -------- | ------------- | --------------------- | ----------- |
| 1.  | 29 de julio de 2023 | Hamburgo | Tierra batida | Noma Noha Akugue      | 6-0, 7-6(3) |

### Dobles (4)
| Leyenda                                |
| -------------------------------------- |
| Grand Slam (0)                         |
| Juegos Olímpicos (0)                   |
| WTA Finals (0)                         |
| P. Mandatory & Premier 5, WTA 1000 (0) |
| Premier, WTA 500 (0)                   |
| International, WTA 250 (4)             |

| N.º | Fecha                   | Torneo  | Superficie    | Pareja           | Oponentes en la final                   | Resultado        |
| --- | ----------------------- | ------- | ------------- | ---------------- | --------------------------------------- | ---------------- |
| 1.  | 30 de julio de 2017     | Bastad  | Tierra batida | Quirine Lemoine  | María Irigoyen Barbora Krejčíková       | 3-6, 6-3, [10-8] |
| 2.  | 9 de agosto de 2020     | Palermo | Tierra batida | Tamara Zidanšek  | Elisabetta Cocciaretto Martina Trevisan | 7-5, 7-5         |
| 3.  | 15 de noviembre de 2020 | Linz    | Dura (i)      | Tamara Zidanšek  | Lucie Hradecká Kateřina Siniaková       | 6-3, 6-4         |
| 4.  | 7 de marzo de 2021      | Lyon    | Dura (i)      | Viktória Kužmová | Eugénie Bouchard Olga Danilović         | 3-6, 7-5, [10-7] |

#### Finalista (2)
| N.º | Fecha                | Torneo  | Superficie    | Pareja             | Oponentes en la final                | Resultado        |
| --- | -------------------- | ------- | ------------- | ------------------ | ------------------------------------ | ---------------- |
| 1.  | 27 de julio de 2019  | Palermo | Tierra batida | Ekaterine Gorgodze | Cornelia Lister Renata Voráčová      | 6-7(2), 2-6      |
| 2.  | 1 de octubre de 2022 | Parma   | Tierra batida | Tamara Zidanšek    | Anastasia Dețiuc Miriam Kolodziejová | 6-1, 3-6, [8-10] |

## Títulos WTA 125s (2; 2+0)
| Leyenda  | Individuales | Dobles |
| -------- | ------------ | ------ |
| WTA 125s | 2            | 0      |

### Individual (2)
| N.º | Fecha               | Torneo                 | Superficie    | Oponentes                | Resultado   |
| --- | ------------------- | ---------------------- | ------------- | ------------------------ | ----------- |
| 1.  | 11 de junio de 2023 | La Bisbal del Ampurdán | Tierra batida | Panna Udvardy            | 7-6(2), 6-3 |
| 2.  | 16 de julio de 2023 | Contrexéville          | Tierra batida | Anastasia Pavlyuchenkova | 6-3, 6-3    |

#### Finalistas (1)
| N.º | Fecha                   | Torneo | Superficie | Oponentes      | Resultado   |
| --- | ----------------------- | ------ | ---------- | -------------- | ----------- |
| 1.  | 19 de noviembre de 2017 | Taipéi | Carpet (i) | Belinda Bencic | 6-7(3), 1-6 |

## Títulos ITF (19; 16+3)

### Individuales (16)
| Leyenda: Antes de 2016 | Leyenda: A partir de 2017 |
| ---------------------- | ------------------------- |
| Torneos de $100,000    |                           |
| Torneos de $80,000     |                           |
| Torneos de $50,000     | Torneos de $60,000        |
| Torneos de $25,000     |                           |
| Torneos de $15,000     |                           |
| Torneos de $10,000     | -                         |

| N.º | Fecha                    | Torneo              | Superficie    | Oponentes                  | Resultado           |
| --- | ------------------------ | ------------------- | ------------- | -------------------------- | ------------------- |
| 1.  | 26 de agosto de 2007     | Vlaardingen         | Tierra batida | Anne Schaefer              | 6–7(5), 6–2, 6–2    |
| 2.  | 10 de septiembre de 2007 | Alphen aan den Rijn | Tierra batida | Renee Reinhard             | 4–6, 7–5, 7–6(2)    |
| 3.  | 19 de abril de 2008      | Bari                | Tierra batida | Alberta Brianti            | 2–6 7–5, 6–3        |
| 4.  | 23 de noviembre de 2008  | Opole               | Moqueta (i)   | Ana Vrljić                 | 4–6, 7–5, 6–3       |
| 5.  | 8 de noviembre de 2009   | Nantes              | Dura (i)      | Renata Voráčová            | 6–3, 6–2            |
| 6.  | 26 de marzo de 2012      | Osprey              | Tierra batida | Sesil Karatantcheva        | 6–4, 6–1            |
| 7.  | 1 de septiembre de 2013  | Fleurus             | Tierra batida | Diana Marcinkevica         | 6–3, 6–2            |
| 8.  | 8 de septiembre de 2013  | Alphen aan den Rijn | Tierra batida | Carina Witthoeft           | 4–6, 6–2, 6–2       |
| 9.  | 6 de octubre de 2013     | Vall de Uxó         | Tierra batida | Alizé Lim                  | 6–1, 6–1            |
| 10. | 12 de octubre de 2013    | San Cugat           | Tierra batida | Alberta Brianti            | 6–4, 2–6, 6–2       |
| 11. | 2 de octubre de 2016     | Hua Hin             | Dura          | Nicha Lertpitaksinchai     | 3–6, 7–6(4), 7–6(3) |
| 12. | 15 de octubre de 2016    | Équeurdreville      | Dura (i)      | Maryna Zanevska            | 6–2, 6–1            |
| 13. | 9 de julio de 2017       | Middelsburg         | Tierra batida | Valentini Grammatikopoulou | 3–6, 6–2, 6–3       |
| 14. | 30 de septiembre de 2017 | Hua Hin             | Dura          | Jacqueline Cako            | 6–1, 6–3            |
| 15. | 21 de abril de 2019      | Pula                | Tierra batida | Daria Lopatetska           | 6–7 6-3 6-1         |
| 16. | 28 de abril de 2019      | Pula                | Tierra batida | Elizabeth Halbauer         | 6–2 6-7 6-1         |

### Dobles (3–3)
| Resultado    | N.º | Fecha                   | Torneo         | Superficie    | Pareja             | Oponente en la final                  | Resultado         |
| ------------ | --- | ----------------------- | -------------- | ------------- | ------------------ | ------------------------------------- | ----------------- |
| Campeonas    | 1.  | 27 de octubre de 2007   | México, D. F.  | Dura          | Nicole Thyssen     | Ivana Abramovic Marija Abramovic      | 6–0, 6–1          |
| Subcampeonas | 1.  | 24 de noviembre de 2008 | Opole          | Moqueta (i)   | Katarzyna Piter    | Karolina Kosinska Aleksandra Rosolska | 2–6, 7–6(6), 10–7 |
| Subcampeonas | 2.  | 6 de junio de 2010      | Roma           | Tierra batida | Iryna Bremond      | Christina McHale Olivia Rogowska      | 6–4, 6–1          |
| Campeonas    | 2.  | 11 de febrero de 2011   | Estocolmo      | Dura (i)      | Anastasia Yakimova | Claire Feuerstein Ksenia Lykina       | 6–3, 2–6, 10–8    |
| Campeonas    | 3.  | 13 de mayo de 2013      | Cagnes-sur-Mer | Tierra batida | Vania King         | Catalina Castano Teliana Pereira      | 4–6, 7–5, 10–8    |
| Subcampeonas | 3.  | 4 de octubre de 2013    | Vall de Uxó    | Tierra batida | Cindy Burger       | Florencia Molinero Laura Thorpe       | 1–6, 4–6          |

## Clasificación histórica
- Solo son considerados los cuadros principales de torneos profesionales.
- Actualizado hasta el Abierto de Australia 2024.

### Individuales

#### Estadísticas para WTA y Grand Slam
| Torneo                      | 2007 | 2008 | 2009 | 2010 | 2011 | 2012  | 2013 | 2014 | 2015 | 2016 | 2017 | 2018 | 2019 | 2020 | 2021 | 2022 | 2023 | 2024 | G–P        | %          |
| --------------------------- | ---- | ---- | ---- | ---- | ---- | ----- | ---- | ---- | ---- | ---- | ---- | ---- | ---- | ---- | ---- | ---- | ---- | ---- | ---------- | ---------- |
| Torneos Grand Slam          |      |      |      |      |      |       |      |      |      |      |      |      |      |      |      |      |      |      |            |            |
| Abierto de Australia        | A    | A    | Q2   | Q1   | 2R   | 1R    | 1R   | Q1   | A    | A    | Q1   | Q1   | Q1   | 2R   | 1R   | 1R   | Q1   | 2R   | 2–6        | 25%        |
| Roland Garros               | A    | A    | 2R   | Q2   | 3R   | 4R    | 1R   | Q2   | A    | A    | Q3   | 1R   | Q1   | 1R   | 1R   | 1R   | 1R   |      | 6–9        | 40%        |
| Wimbledon                   | A    | A    | Q1   | 1R   | Q2   | 3R    | 1R   | Q1   | A    | A    | Q1   | 1R   | Q3   | ND   | 1R   | 1R   | Q2   |      | 2–6        | 25%        |
| Abierto de EE. UU.          | A    | A    | 1R   | Q2   | 2R   | 1R    | A    | Q1   | A    | A    | Q1   | 1R   | Q1   | 1R   | 1R   | 1R   | 1R   |      | 1–8        | 11%        |
| Ganados–Perdidos            | 0–0  | 0–0  | 1–2  | 0–1  | 4–3  | 5–4   | 0–3  | 0–0  | 0–0  | 0–0  | 0–0  | 0–3  | 0–0  | 1–3  | 0–4  | 0–4  | 0–2  | 1–1  | 12–30      | 29%        |
| Representación nacional     |      |      |      |      |      |       |      |      |      |      |      |      |      |      |      |      |      |      |            |            |
| Copa Billie Jean King       | A    | A    | A    | A    | A    | A     | A    | PO2  | PO   | SF   | 1R   | 1R   | GM2  | FC   | FC   | FC   | PO   |      | 2–4        | 33%        |
| Torneos WTA 1000            |      |      |      |      |      |       |      |      |      |      |      |      |      |      |      |      |      |      |            |            |
| Doha / Dubái                | N/A  | N/A  | A    | A    | A    | Q1    | A    | A    | A    | A    | A    | A    | A    | A    | A    | 2R   | A    |      | 1–1        | 50%        |
| Indian Wells                | A    | A    | A    | Q2   | Q1   | 1R    | 1R   | A    | A    | A    | A    | Q1   | Q1   | ND   | 2R   | 1R   | 1R   |      | 1–5        | 17%        |
| Miami                       | A    | A    | 1R   | 1R   | 1R   | Q2    | 1R   | A    | Q1   | A    | A    | A    | Q2   | ND   | 2R   | 1R   | A    |      | 1–6        | 14%        |
| Madrid                      | N/A  | N/A  | A    | A    | 1R   | A     | A    | A    | A    | A    | A    | A    | A    | ND   | Q1   | A    | 2R   |      | 1–2        | 33%        |
| Roma                        | A    | A    | A    | A    | A    | A     | A    | A    | A    | A    | A    | A    | A    | 2R   | A    | A    | 1R   |      | 1–2        | 33%        |
| Canadá                      | A    | A    | A    | Q2   | A    | 1R    | A    | A    | A    | A    | A    | A    | A    | ND   | A    | A    | A    |      | 0–1        | 0%         |
| Cincinnati                  | A    | A    | A    | A    | A    | Q1    | A    | A    | A    | A    | A    | A    | A    | 2R   | A    | A    | A    |      | 1–1        | 50%        |
| Guadalajara                 | N/A  | N/A  | N/A  | N/A  | N/A  | N/A   | N/A  | N/A  | N/A  | N/A  | N/A  | N/A  | N/A  | N/A  | N/A  | A    | 1R   | N/A  | 0–1        | 0%         |
| Pekín                       | N/A  | N/A  | A    | A    | A    | A     | A    | A    | A    | A    | A    | A    | A    | ND   | ND   | ND   | 1R   |      | 0–1        | 0%         |
| Tokio / Wuhan               | N/A  | N/A  | A    | A    | 1R   | A     | A    | A    | A    | A    | A    | A    | A    | ND   | ND   | ND   | ND   |      | 0–1        | 0%         |
| Ganados–Perdidos            | 0–0  | 0–0  | 0–1  | 0–1  | 0–3  | 0–2   | 0–2  | 0–0  | 0–0  | 0–0  | 0–0  | 0–0  | 0–0  | 2–2  | 2–2  | 1–3  | 1–5  |      | 6–21       | 22%        |
| Estadísticas anuales        |      |      |      |      |      |       |      |      |      |      |      |      |      |      |      |      |      |      |            |            |
| Torneos Jugados             | 1    | 4    | 8    | 9    | 10   | 15    | 13   | 0    | 1    | 1    | 4    | 9    | 6    | 10   | 15   | 13   | 11   | 2    | Total: 132 | Total: 132 |
| Títulos                     | 0    | 0    | 0    | 0    | 0    | 0     | 0    | 0    | 0    | 0    | 0    | 0    | 0    | 0    | 0    | 0    | 1    |      | Total: 1   | Total: 1   |
| Finales                     | 0    | 0    | 0    | 0    | 0    | 0     | 0    | 0    | 0    | 0    | 0    | 0    | 0    | 0    | 0    | 0    | 1    |      | Total: 1   | Total: 1   |
| Ganados–Perdidos            | 0–1  | 3–4  | 3–8  | 4–9  | 7–10 | 10–15 | 4–14 | 1–1  | 3–2  | 0–2  | 4–4  | 6–10 | 4–8  | 8–12 | 9–16 | 6–15 | 8–11 | 3–2  | 86–146     | 37%        |
| Clasificación de fin de año | 465  | 188  | 107  | 138  | 84   | 68    | 160  | 230  | 289  | 174  | 160  | 109  | 103  | 73   | 62   | 117  | 51   |      | $3 256 433 | $3 256 433 |

#### Estadísticas combinadas
|                             | 2005 | 2006 | 2007 | 2008  | 2009  | 2010  | 2011  | 2012  | 2013  | 2014  | 2015  | 2016  | 2017  | 2018  | 2019  | 2020  | 2021  | 2022  | 2023  | 2024 | G–P            | %              |
| --------------------------- | ---- | ---- | ---- | ----- | ----- | ----- | ----- | ----- | ----- | ----- | ----- | ----- | ----- | ----- | ----- | ----- | ----- | ----- | ----- | ---- | -------------- | -------------- |
| Torneos Jugados             | 1    | 2    | 7    | 12    | 19    | 19    | 18    | 19    | 26    | 17    | 25    | 23    | 17    | 24    | 26    | 13    | 24    | 33    | 25    | 2    | Total:         | Total:         |
| Títulos                     | 0    | 0    | 2    | 2     | 1     | 0     | 0     | 1     | 4     | 0     | 0     | 2     | 2     | 0     | 10    | 0     | 3     | 3     | 5     |      | Total: 35      | Total: 35      |
| Finales                     | 0    | 0    | 3    | 3     | 1     | 0     | 3     | 1     | 4     | 0     | 1     | 3     | 3     | 2     | 11    | 1     | 6     | 4     | 6     |      | Total: 49      | Total: 49      |
| Ganados–Perdidos            | 1–1  | 4–2  | 17–5 | 27–10 | 18–18 | 21–19 | 25–18 | 21–18 | 32–22 | 22–17 | 24–25 | 39–21 | 22–15 | 27–24 | 71–16 | 17–13 | 38–21 | 45–30 | 45–18 | 3–2  | Total: 519–315 | Total: 519–315 |
| Victorias %                 | 50%  | 67%  | 77%  | 73%   | 50%   | 53%   | 58%   | 54%   | 59%   | 56%   | 49%   | 65%   | 59%   | 53%   | 82%   | 57%   | 64%   | 60%   | 71%   |      | Total: 62%     | Total: 62%     |
| Clasificación de fin de año | N/A  | N/A  | 465  | 188   | 107   | 138   | 84    | 68    | 160   | 230   | 289   | 174   | 160   | 109   | 103   | 73    | 62    | 117   | 51    |      | $3 256 433     | $3 256 433     |